# Ново Село (Иматија)
Ново Село или Мустафагово Село (грч. Αρχάγγελος, до 1926. грч. Γενή Κιόι) је насељено место у општини Негуш у периферији Средишња Македонија, Грчка. Према попису из 2021. године било је 272 становника.
Према бугарском географу и историчару, Василу Канчову, у Новом Селу је 1900. године живело 90 Словена хришћана. После 1924. године насељене су грчке избегличке породице из Турске, укупно 65 особа.